# Llista d'obres de Miquel Àngel
Aquesta és la llista d'obres de Michelangelo Buonarroti (Miquel Àngel), el gran artista del Renaixement italià, que practicà la pintura i el dibuix, l'escultura i l'arquitectura. S'hi han inclòs les obres perdudes. Miquel Àngel també va deixar alguns dibuixos i poesies.

## Escultura
| Títol                                           | Any                  | Localització                                                                        | Material                                                              | Dimensions                                | Autoria i atribucions | Imatge                                                                           |
| ----------------------------------------------- | -------------------- | ----------------------------------------------------------------------------------- | --------------------------------------------------------------------- | ----------------------------------------- | --- | -------------------------------------------------------------------------------- |
| Cap de faune                                    | 1489-1492            | Perduda                                                                             | Marbre                                                                |                                           | |                                                                                  |
| Mare de Déu de l'escala                         | c. 1491              | Casa Buonarroti, Florència                                                          | Marbre, baix relleu                                                   | 55,5 × 40 cm                              | Autoria segura | Madonna della scala                                                              |
| Jove arquer                                     | c. 1491-1492         | Metropolitan Museum of Art, Nova York                                               | Marbre, escultura exempta                                             | 97 cm                                     | Redescoberta en 1990, autoria incerta, discutida | Jove arquer                                                                      |
| La batalla dels centaures                       | c. 1492              | Casa Buonarroti, Florència                                                          | Marbre, baix relleu                                                   | 84,5 × 90,5 cm                            | Autoria segura | Centauromàquia                                                                   |
| Crucifix del Santo Spirito                      | 1492                 | Santo Spirito, Florència                                                            | Fusta policromada, escultura exempta                                  | 142 × 135 cm                              | Atribució tradicional, però discutida | Crucifix de Santo Spirito                                                        |
| Hèrcules                                        | c. 1492-1493         | Perduda en 1713                                                                     | Marbre, escultura exempta                                             | 240 cm                                    | Autoria segura | Dibuix de P.P. Rubens de l'escultura                                             |
| Arca de sant Domènec                            |                      | San Domenico, Bolonya                                                               |                                                                       |                                           | Participació en algunes parts | Arca de sant Domènec                                                             |
| San Petronio de l'Arca de sant Domènec          | 1494-1495            | San Domenico, Bolonya                                                               | Marbre, escultura exempta sobre l'arca                                | 64 cm d'altura                            | Autoria segura, amb algunes intervencions posteriors | Sant Petroni                                                                     |
| San Procolo de l'Arca de sant Domènec           | 1494-1495            | San Domenico, Bolonya                                                               | Marbre, escultura exempta sobre l'arca                                | 58,5 cm d'altura                          | Autoria segura, amb algunes intervencions posteriors | Sant Pròcul                                                                      |
| Àngel de l'Arca de sant Domènec                 | 1494-1495            | San Domenico, Bolonya                                                               | Marbre, escultura exempta als peus de l'arca                          | 51,5 cm d'altura                          | Autoria segura | Àngel de Miquel Àngel                                                            |
| Crucifix en fusta de til·ler                    | ca. 1495-1497        | Museu del Bargello, Florència                                                       | Fusta, escultura exempta                                              | 41,3 x 39,7 cm                            | Atribució insegura, molt discutida; no s'esmenta en cap font contemporània de Miquel Àngel. | Crucifix en fusta de til·ler                                                     |
| Sant Joanet                                     | 1495-1496            | Capilla del Salvador, Úbeda                                                         | Marbre, escultura exempta                                             | 130 cm                                    | Autoria segura. Donada per perduda, M. Gómez Moreno li atribuí en 1930: Cosme de Medici l'hauria regalat en 1537 a Francisco de los Cobos, que la destinà a la seva sepultura en Úbeda; l'escultura fou malmesa en 1936 i restaurada entre 1994 i 2013 a Florència. Francesco Caglioti la dona com autoria segura el 2012. | Fotografia anterior a 1936                                                       |
| Cupido dorment                                  | 1496                 | Perduda, potser a l'incendi de Whitehall (Londres), on arribà el 1632               | Marbre, escultura exempta                                             | ca. 80 cm                                 | Autoria segura | Fragment de Vulcà i Venus de Tintoretto, que potser reprodueix el Cupido perdut. |
| Cupido dret o Cupido-Apol·lo                    | 1496-1497            | Perduda; no se'n té notícia des de 1572, quan va passar a la col·lecció dels Médici | Marbre, escultura exempta                                             |                                           | Autoria segura | Dibuix de Miquel Àngel, potser estudi de l'escultura perduda.                    |
| Bacus                                           | 1496-1497            | Museu Nacional del Bargello, Florència                                              | Marbre, escultura exempta                                             | 203 cm d'altura                           | Autoria segura | Bacus                                                                            |
| Crucifix de Montserrat                          | 1497-1498?           | Basílica de Santa Maria, Montserrat                                                 | Ivori, escultura del cos sobre una creu moderna d'argent i or         | 58,5 cm                                   | Atribució d'Anscari Mundó, discutida. Prèviament s'havia atribuït a Ghiberti | Crucifix                                                                         |
| Pietat                                          | 1499-1500            | Basílica de Sant Pere, Roma                                                         | Marbre, escultura exempta                                             | 174 cm d'altura, 195 cm d'ample a la base | Autoria segura, signada | Pietat                                                                           |
| Nu viril                                        | 1501-1503            | Casa Buonarroti, Florència                                                          | Terra cuita, esborrany per a escultura exempta                        | 49 cm d'altura                            | Atribució molt insegura per Charles de Tolnay, potser còpia d'un original | Nu viril                                                                         |
| David                                           | 1501-1504            | Galleria dell'Accademia, Florència                                                  | Marbre, escultura exempta                                             | 5,17 m d'altura                           | Autoria segura | David                                                                            |
| Sant Pau                                        | 1501-1504            | Catedral, Siena, Altar Piccolomini                                                  | Marbre, escultura exempta en fornícula                                | 127 cm d'altura                           | Autoria segura: projecte i esbós, acabada per ajudants | Sant Pau                                                                         |
| Sant Pere                                       | 1501-1504            | Catedral, Siena, Altar Piccolomini                                                  | Marbre, escultura exempta en fornícula                                | 124 cm d'altura                           | Autoria segura: projecte i esbós, acabada per ajudants | Sant Pere, a l'esquerra                                                          |
| Sant Pius                                       | 1501-1504            | Catedral, Siena, a l'Altar Piccolomini                                              | Marbre, escultura exempta en fornícula                                | 134 cm d'altura                           | Autoria segura: projecte, majoritàriament obra d'ajudants | Sant Pius                                                                        |
| Sant Gregori                                    | 1501-1504            | Catedral, Siena, a l'Altar Piccolomini                                              | Marbre, escultura exempta en fornícula                                | 134 cm d'altura                           | Autoria segura: projecte, majoritàriament obra d'ajudants | Sant Gregori                                                                     |
| David de Rohan                                  | 1502-1508            | Perduda; l'última notícia la situa al castell de Villeroi (Mennecy, França) en 1550 | Bronze, escultura exempta                                             |                                           | Autoria segura | Dibuix preparatori de l'autor.                                                   |
| Bacants nus muntats en panteres                 | 1500-1508            | Col·lecció particular, exposats al Fitzwilliam Museum, Cambridge                    | Bronze, parell d'escultures exemptes                                  | ca. 1 m d'altura                          | Atribuïda en 2015 per Paul Joannides i l'equip del museu; sembla que les característiques anatòmiques confirmen l'autoria |                                                                                  |
| Madonna de Bruges                               | 1503-1505            | Església de la Mare de Déu, Bruges                                                  | Marbre, escultura exempta en fornícula                                | 128 cm d'altura                           | Autoria segura | Madonna de Bruges                                                                |
| Tondo Taddei                                    | c. 1503              | Royal Academy of Arts, Londres                                                      | Marbre, baix relleu                                                   | 82,5 cm de diàmetre                       | Autoria majoritàriament acceptada, potser amb col·laboració | Tondo Taddei                                                                     |
| Tondo Pitti                                     | c. 1503, baix relleu | Museu Nacional del Bargello, Florència                                              | Marbre, baix relleu                                                   | 85,8 × 82 cm                              | Autoria segura | Tondo Pitti                                                                      |
| Sant Mateu                                      | c. 1505              | Galleria dell'Accademia, Florència                                                  | Marbre, escultura exempta destinada a una fornícula                   | 271 cm d'altura                           | Autoria segura, inacabada |                                                                                  |
| Tomba del papa Juli II                          | 1503                 | San Pietro in Vincoli, Roma                                                         | Conjunt arquitectònic amb escultures exemptes en fornícules           |                                           | | Tomba de Juli II                                                                 |
| Moisès                                          | c. 1513-1515         | San Pietro in Vincoli, Roma                                                         | Marbre                                                                | 235 cm d'altura                           | Autoria segura | Moisès                                                                           |
| Esclau rebel                                    | 1513-1516            | Museu del Louvre, París                                                             | Marbre                                                                | 215 cm d'altura                           | Autoria segura | Esclau rebel                                                                     |
| Esclau moribund                                 | 1513-1516            | Museu del Louvre, París                                                             | Marbre                                                                | 229 cm d'altura                           | Autoria segura | Esclau moribund                                                                  |
| Esclau jove                                     | 1513 i 1519-1535     | Galleria dell'Accademia, Florència                                                  | Marbre                                                                | 256 cm d'altura                           | Autoria segura, inacabada | Esclau jove                                                                      |
| Esclau atlant                                   | 1513 i 1519-1535     | Galleria dell'Accademia, Florència                                                  | Marbre                                                                | 277 cm d'altura                           | Autoria segura, inacabada | Atlant                                                                           |
| Esclau barbut                                   | 1513 i 1519-1535     | Galleria dell'Accademia, Florència                                                  | Marbre                                                                | 267 cm d'altura                           | Autoria segura, inacabada | Esclau barbut                                                                    |
| Esclau desvetllant-se                           | 1513 i 1519-1535     | Galleria dell'Accademia, Florència                                                  | Marbre                                                                | 267 cm d'altura                           | Autoria segura, inacabada | Esclau desvetllant-se                                                            |
| Tors viril I                                    | c. 1513              | Casa Buonarroti, Florència                                                          | Terracota                                                             | 23 cm d'altura                            | Atribució insegura | Tors viril I                                                                     |
| Tors viril II                                   | c. 1513              | Casa Buonarroti, Florència                                                          | Terracota                                                             | 22,5 cm d'altura                          | Atribució insegura | Tors viril II                                                                    |
| Nu femení                                       | c. 1513 o 1532       | Casa Buonarroti, Florència                                                          | Terracota                                                             | 35 cm d'altura                            | Atribució insegura | Nu femení                                                                        |
| Geni de la Victòria                             | c. 1532–1534         | Palazzo Vecchio, Florència                                                          | Marbre, escultura exempta, per a una fornícula de la tomba de Juli II | 261 cm d'altura                           | Autoria segura | Geni de la Victòria                                                              |
| Raquel                                          | 1542                 | San Pietro in Vincoli, Roma                                                         | Marbre                                                                | 195 cm d'altura                           | Autoria segura, amb col·laboracions | Raquel o la vida contemplativa                                                   |
| Lia                                             | 1542                 | San Pietro in Vincoli, Roma                                                         | Marbre                                                                | 209 cm d'altura                           | Autoria segura, amb col·laboracions | Lia o la vida activa                                                             |
| Juli II beneint                                 | c. 1507–1508         | Destruïda en 1511; era a la façana de San Petronio de Bolonya                       | Bronze                                                                | 292 cm d'altura                           | Autoria segura |                                                                                  |
| Primer Crist de la Minerva                      | 1514-1516            | Monastero de San Vicenzo, Bassano Romano; redescoberta en 2001                      | Marbre, escultura exempta                                             | ca. 205 cm d'altura                       | Autoria segura, acabada per un altre autor | Primer Crist de la Minerva                                                       |
| Crist de la Minerva                             | 1519-1520            | Santa Maria sopra Minerva, Roma                                                     | Marbre, escultura exempta                                             | 205 cm d'altura                           | Autoria segura, amb intervenció de deixebles | Crist de la Minerva                                                              |
| Capella dels Mèdici                             | 1520-1534            | Basílica de San Lorenzo, Florència                                                  | Conjunt arquitectònic amb escultures, marbre i pietra serena          |                                           | | Interior                                                                         |
| Tomba de Julià II de Mèdici, Nit i Dia          | 1526-1533            | Basílica de San Lorenzo, Florència                                                  | Marbre, escultures en fornícula i sobre la coberta del sepulcre       | 630 x 420 cm                              | Autoria segura | Dia i nit                                                                        |
| Tomba de Llorenç II de Mèdici, Capvespre i Matí | 1526-1533            | Basílica de San Lorenzo, Florència                                                  | Marbre, escultures en fornícula i sobre la coberta del sepulcre       | 630 x 420 cm                              | Autoria segura | Aurora                                                                           |
| Madonna Medici                                  | 1521-1531            | Basílica de San Lorenzo, Florència                                                  | Marbre, escultura exempta                                             | 226 cm d'altura                           | Autoria segura | Madonna Medici(Còpia del Museu Pushkin                                           |
| Apol·lo                                         | c. 1530              | Museu Nacional del Bargello                                                         | Marbre, escultura exempta                                             | 146 cm d'altura                           | Autoria segura, inacabat |                                                                                  |
| Noi ajupit                                      | c. 1530-1534         | Museu de l'Ermitage, Sant Petersburg                                                | Marbre, escultura exempta                                             | 54 cm d'altura                            | Atribució discutida; podria ésser una escultura per a un dels conjunts sepulcrals; no apareix citada en cap font contemporània. | Noi ajupit                                                                       |
| Brutus                                          | 1540                 | Museu Nacional del Bargello, Florència                                              | Marbre, bust exempt                                                   | 95 cm d'altura                            | Autoria segura | Brutus                                                                           |
| Pietà Colonna                                   | ca. 1546             | Biblioteca Vaticana, Roma                                                           | Marbre, relleu                                                        | 34 x 29 cm                                | Atribució probable; pot ser obra de l'autor, a partir del dibuix seu conservat per a una Pietat destinada a Vittoria Colonna, o d'un seguidor a partir de l'obra original perduda | Pietà Colonna                                                                    |
| Pietat florentina o Pietà Bandini               | c. 1550              | Museu dell'Opera del Duomo (Florència), Florència                                   | Marbre, escultura exempta                                             | 253 cm d'altura                           | Autoria segura, inacabada; acabada per Tiberio Calcagni | Pietat florentina                                                                |
| Pietat Palestrina                               | c. 1555              | Galleria dell'Accademia, Florència                                                  | Marbre                                                                | 253 cm d'altura                           | Atribució incerta, potser obra d'un deixeble o continuador | Pietat Palestrina                                                                |
| Pietat Rondanini                                | 1552-1564            | Castell dels Sforza, Milà                                                           | Marbre, escultura exempta                                             | 195 cm d'altura                           | Autoria segura, inacabada | Pietat Rondanini                                                                 |

## Pintura
| Títol                       | Any          | Localització                               | Material               | Dimensions         | Autoria i atribucions | Imatge |
| --------------------------- | ------------ | ------------------------------------------ | ---------------------- | ------------------ | --- | --- |
| El martiri de Sant Antoni   | c. 1487-1489 | Museu d'art Kimbell Texas                  | oli                    | 47 x 35 cm         | Atribució discutida, des de 2009 | El martiri de Sant Antoni                                                                                   |
| La batalla de Cascina       | 1504         | Obra perduda, fresc per al Palazzo Vecchio | Fresc                  |                    | Autoria segura; inacabat, se'n conserven alguns dibuixos d'altres autors que el veieren                                                                  | Còpia del dibuix de Miquel Àngel, de la part central de La batalla de Cascina, obra de Bastiano da Sangallo |
| Madonna de Manchester       | c. 1497      | National Gallery, Londres                  | Tremp d'ou sobre fusta | 105 × 76 cm        | Atribució incerta, amb diferents mans; inacabada | Madonna de Manchester                                                                                       |
| Tondo Doni                  | c. 1503-1506 | Galleria degli Uffizi, Florència           | Tremp d'ou sobre fusta | 120 cm de diàmetre | Autoria segura | Tondo Doni                                                                                                  |
| Enterrament de Crist        | c. 1505      | National Gallery, Londres                  | Tremp d'ou sobre fusta | 162 × 150 cm       | Atribució gairebé unànime | Enterrament de Crist                                                                                        |
| Volta de la Capella Sixtina | 1508-1512    | Capella Sixtina, Palau Vaticà, Roma        | Frescos                |                    | Autoria segura | Volta de la Capella Sixtina                                                                                 |
| Judici Final                | 1534-1541    | Capella Sixtina, Palau Vaticà, Roma        | Fresc                  | 1.370 × 1.220 cm   | Autoria segura | Judici Final                                                                                                |
| Martiri de sant Pere        | 1542-1550    | Capella Paulina, Palau Vaticà, Roma        | Fresc                  | 625 × 662 cm       | Autoria segura | Martiri de sant Pere                                                                                        |
| La conversió de sant Pau    | 1542-1550    | Capella Paulina, Palau Vaticà, Roma        | Fresc                  | 625 × 661 cm       | Autoria segura | La conversió de sant Pau                                                                                    |
| Crucifixió                  | ca. 1540     | Perduda                                    | Oli                    |                    | Autoria segura; se'n conserven dibuixos preparatoris i algunes còpies: la millor, segons alguns autors l'original, és a Santa María la Redonda, Logronyo | Crucifixió, a la catedral de Logronyo                                                                       |

## Arquitectura
| Edifici                                                                          | Anys en construcció                           | Localització | Imatge                                                                                       |
| -------------------------------------------------------------------------------- | --------------------------------------------- | ------------ | -------------------------------------------------------------------------------------------- |
| Edícol de la Capella de Lleó X, al Pati de l'Àngel del Castel Sant'Angelo        | 1504                                          | Roma         |                                                                                              |
| Projecte per a la façana de la Basílica de San Lorenzo                           | 1515–1520, però no es va construir mai        | Florència    | Maqueta de fusta de Miquel Àngel per a la façana de San Lorenzo (Casa Buonarroti, Florència) |
| La nova Capella dels Mèdici i la Sagristia Nova de la basílica de San Lorenzo    | 1520-1534                                     | Florència    | Sagristia Nova                                                                               |
| Escalinata i vestíbul de la Biblioteca Laurenziana, a la basílica de San Lorenzo | 1523–1559                                     | Florència    | Vestíbul de la Biblioteca laurenziana                                                        |
| Biblioteca Laurenziana                                                           | 1523–1559                                     | Florència    | Interior de la Biblioteca laurenziana                                                        |
| Forticacions de Florència                                                        | 1528–1529, construïdes en part; desaparegudes | Florència    | Dibuix per a un baluard a la Porta al Prato di Ognissanti                                    |
| Cordonata Capitolina                                                             |                                               | Roma         | Cordonata Capitolina                                                                         |
| Plaça del Capitoli                                                               |                                               | Roma         | Plaça del Capitoli                                                                           |
| Palau Farnese: tercera planta i cornisa de la façana; tercer pis del pati        | 1546                                          | Roma         | Palau Farnese                                                                                |
| Basílica de Sant Pere: direcció d'obres i projecte de la cúpula                  | 1546-1564                                     | Roma         | Basílica de Sant Pere                                                                        |
| San Giovanni dei Fiorentini: no realitzat                                        | 1559–1560                                     | Roma         | Projecte de san Giovanni de' Fiorentini                                                      |
| Capella Sforza a la Basílica de Santa Maria Major                                | c. 1560                                       | Roma         |                                                                                              |
| Porta Pia                                                                        | 1561–1565                                     | Roma         | Porta Pia                                                                                    |
| Santa Maria degli Angeli e dei Martiri: projecte, molt modificat                 | 1561–                                         | Roma         | Interior de Sta. Maria dels Àngels                                                           |